# Одиссея капитана Блада
«Одиссея капитана Блада» (англ. Captain Blood: His Odyssey) — приключенческий роман Рафаэля Сабатини, первоначально издан в 1922 году. Приключения капитана Блада оказались настолько популярны, что Сабатини написал ещё две книги-продолжения: «Хроника капитана Блада» и «Удачи капитана Блада». Роман неоднократно экранизировался.

## Сюжет
Главный герой романа — Питер Блад. Его приключения начинаются в городе Бриджуотер незадолго до битвы при Седжмуре. Питер Блад (по образованию бакалавр медицины) оказывает помощь лорду Гилдою, раненному во время восстания Монмута. В дом, где скрывается мятежник, врываются правительственные войска и арестовывают лорда Гилдоя, хозяина дома, Джереми Питта, который привёз Блада к Гилдою, и самого доктора.
19 сентября 1685 года Питер Блад предстал перед судом по обвинению в государственной измене. Судья Джеффрис признал Блада виновным и приговорил к повешению. Но королю Якову II требовались рабы в южных колониях и 1100 бунтовщиков были отправлены туда, в том числе и Питер Блад.
Его, как и других заключенных, доставили на Барбадос, в Бриджтаун, где Питер Блад был продан в рабство полковнику Бишопу за 10 фунтов стерлингов (это было в декабре). Однако вскоре он, благодаря своему лекарскому искусству, стал лечащим врачом губернатора Стида и его супруги. Питер познакомился с мисс Арабеллой Бишоп, очаровательной племянницей полковника Бишопа, девицей двадцати пяти лет, и влюбился в неё. В июне-июле 1686 года ему с двадцатью товарищами удаётся захватить испанский сорокапушечный капер «Синко Льягас» и добраться на нём до пиратского прибежища — острова Тортуга.
После долгих и мучительных раздумий (большинство из которых было связано с Арабеллой Бишоп) Блад принимает решение присоединиться к береговому братству. В канун нового 1687 года, после окончания сезона штормов, Питер Блад впервые вышел в море на хорошо оснащённом и полностью укомплектованном фрегате «Арабелла» (именно так теперь называется бывший «Синко Льягас»). Прежде чем он возвратится в мае 1687 года из плаванья, слава о нём промчится по всему Карибскому морю: в Наветренном проливе произошла битва с испанским галеоном, дерзкий налёт на испанскую флотилию, занимающуюся добычей жемчуга у Рио-дель-Хага и захват её, десантная экспедиция на золотые прииски Санта-Мария на Мейне и несколько других, не менее громких дел.
В августе 1687 года небольшая эскадра Блада: «Арабелла», «Ла Фудр» и «Элизабет» — вошла в огромное Маракайбское озеро и совершила нападение на богатейший город испанского Мейна — Маракайбо. Но из-за ошибок Каузака, компаньона Блада, они попали в ловушку, расставленную злейшим врагом Блада — доном Мигелем де Эспиноса. Однако им удалось выскользнуть из ловушки с богатой добычей.
15 сентября 1688 года произошла ещё одна встреча заклятых врагов. Блад снова выиграл сражение, несмотря на двойное превосходство врага, и потопил фрегат «Гидальго» и «Милагросу» — флагман дона Мигеля. Он также спас Арабеллу Бишоп и лорда Джулиана, посланника министра иностранных дел лорда Сэндерленда, которые находились на корабле испанцев в качестве заложников. Однако, вместо благодарности, Арабелла назвала его «вором и пиратом». Это привело Питера в отчаяние, а угроза быть потопленными ямайской эскадрой вынудила Блада принять офицерский патент, который привёз лорд Джулиан, желавший таким образом исполнить свою миссию и очистить Карибское море от пиратов, подобных Питеру Бладу. Примерно через месяц капитан Блад вырывается из ямайского «плена» и возвращается к своей эскадре на Тортугу. Отчаяние от того, что любимая девушка назвала его «вором и пиратом» и что ему не удалось вести честный образ жизни, привело к кризису личности и запою.
В середине февраля 1689 года Блад после многочисленных уговоров товарищей решил согласиться на предложение поступить на службу к французскому адмиралу де Риваролю. Но оказалось, что Питеру Бладу не удалось покончить с пиратством, так как французский адмирал предложил ему настоящий «пиратский» рейд на богатый испанский город Картахену. В середине марта они отплыли в Картахену, но из-за неблагоприятной погоды обе эскадры достигли её только в начале апреля. 5 апреля Картахена, благодаря неукротимой ярости пиратов, сдалась. Добыча составила около сорока миллионов ливров. Но барон де Ривароль сбежал с награбленным. Капитан Блад, погнавшись за ним, спасает лорда Уиллогби, нового генерал-губернатора Вест-Индии и, разгромив эскадру де Ривароля, спасает Порт-Ройял от разграбления. От лорда Питер Блад узнаёт, что Яков II бежал и что королём Англии стал Вильгельм III Оранский.
Обрадованный, что его вынужденная ссылка закончилась, он решает уехать в Англию, но лорд Уиллогби назначает его губернатором Ямайки, вместо полковника Бишопа, забывшего обо всём на свете, мечтавшего лишь о том, как он вздёрнет «докторишку и проклятого пирата» на рее своего корабля. Став губернатором, Питер наконец-то объяснился с Арабеллой и узнал, что она его любит. Так закончилась его долгая и полная приключений одиссея.

## Персонажи

### Главные герои
- Питер Блад — главный герой романа. Бакалавр медицины, профессиональный военный. Ирландец по происхождению и католик по вероисповеданию. Отличался хладнокровием, отвагой и ироничностью. Служил во флоте Голландии, произведён в офицеры знаменитым адмиралом де Рёйтером. Именно благодаря ему Блад стал блестящим флотоводцем. Провёл два года в испанской тюрьме в качестве военнопленного, где в совершенстве освоил испанский язык. Выйдя из тюрьмы, поступил на службу к французам и в составе французской армии участвовал в боях на территории Голландии, оккупированной испанцами. За пять лет до действия книги, или около того, капитан Гобарт видел Блада во французской армии в Танжере. После тёмной полосы своей жизни к нему пришёл успех, но настоящее счастье ему могла принести только взаимность мисс Арабеллы Бишоп.
- Арабелла Бишоп — племянница полковника Бишопа и возлюбленная капитана Блада, который переименовал свой корабль в её честь (по мнению его команды, это была насмешка над Бишопом). Эта девушка обладает независимым характером, который выработал в ней отец, но в то же время она добра и великодушна. Относится ко всем мужчинам, как к братьям, что создаёт препятствие для ухаживания за ней, как за женщиной. Она любит Питера Блада и в глубине сердца верит, что все бесчинства, которые ему приписывают — ложь.
- Вильям Бишоп — полковник барбадосской полиции. Дядя Арабеллы Бишоп и хозяин Питера Блада и других рабов. Человек неглупый и смелый, но с дурным характером и вспыльчивым нравом. Отличается бессознательной жестокостью по отношению к своим рабам. Становится губернатором Порт-Ройала, главным образом из-за обещаний поймать капитана Блада, однако после безрассудного рейда на Тортугу, в результате которого его город надолго остался без защиты, был снят с должности генерал-губернатором лордом Уиллогби.

### Второстепенные персонажи
- Левасёр — французский пират, командир двадцатипушечного капера «Ла Фудр», что в переводе означает «молния», и сотни головорезов. Щеголь, пьяница, азартный игрок. Лет двенадцать назад Левасёр, которому тогда едва исполнилось двадцать лет, плавал вместе с известным пиратом Л’Оллоне и своими последующими «подвигами» доказал, что не зря провёл время в его школе. Головорез с грубо-красивым смуглым лицом с орлиным носом, на безымянном пальце сверкал огромный брильянт, а уши были украшены золотыми серьгами, полуприкрытыми длинными локонами маслянистых каштановых волос. Имеет успех у дам и открыто этим хвастается. Обладал звериной силой. Был убит во время дуэли между ним и капитаном Бладом. Примечательно, что существует реальное историческое лицо — Оливье Левассёр, также бывший французским пиратом, однако он родился через несколько лет после событий романа, да и судьба его заметно отличается, поэтому кроме имени у персонажа с ним нет ничего общего.
- Каузак — лейтенант в команде Левассёра. Плотный, коренастый и кривоногий бретонец. Этот человек был очень алчен и не отличался храбростью, нетерпелив и легко опускал руки при малейшей опасности. В совершенных им самим ошибках обвинял всех вокруг, кроме себя. Неплохо разбирается в жемчуге. Примечательно то, что будучи офицером Левассёра, он предстаёт скорее положительным персонажем — он благоразумен и старается избежать конфликта своего капитана с Бладом. Но после того, как Каузак занял место Левасёра, отрицательные качества в нём возобладали.
- Де Ривароль — барон, командующий военно-морскими силами Франции в Карибском море. Несмотря на свой высокий пост, он ведёт себя как пират. Во всех своих операциях он пытается захватить как можно больше добычи ценой человеческих жизней, вместо того, чтобы принести пользу своему королю и стране. Не отличается полководческим талантом, значительно уступая в этом Бладу.
- Лорд Джулиан Уэйд — посланник министра иностранных дел лорда Сэндерленда в Карибском море. Молодой человек двадцати восьми лет, планировавший сделать большую карьеру, благодаря близости к лорду Сэндерленду, приходившемся ему родственником. Получил задание любыми способами привлечь капитана Блада на службу Англии в качестве капера, но потерпел неудачу. Пытался завоевать сердце Арабеллы Бишоп, но после того, как лорд Джулиан передал ей послание капитана Блада, стал ей не более чем хорошим другом. После непродолжительного пребывания в Порт-Ройале и провала своей миссии отбыл в Англию.
- Лорд Уиллогби — генерал-губернатор английских колоний Вест-Индии. Наряду с доном Мигелем де Эспиносой и бароном де Риваролем представляет собой классический образ высокопоставленного чиновника в книгах о капитане Бладе — властный, вспыльчивый, не терпящий отказов. В то же время, как персонаж положительный, обладает умом и проницательностью, что впрочем не особо отражается в его действиях, а просто упоминается автором в качестве характеристики этого персонажа. Спасен капитаном Бладом после того, как потерял свой корабль в бою с бароном де Риваролем, на котором плавал вместе с адмиралом ван дер Кэйленом. Властью, данной ему королём Вильгельмом, назначил Питера Блада на пост губернатора Порт-Ройала после финального боя в бухте этого города.
- Дон Мигель де Эспиноса-и-Вальдес — адмирал испанского флота, брат Диего де Эспиносы, разгромившего Бриджтаун. После смерти брата поклялся отомстить Бладу, однако из-за жажды мести, охватившей всё его существо, у него затуманился рассудок, и адмирал несколько раз был побеждён Бладом.
- Дон Диего де Эспиноса-и-Вальдес — брат дона Мигеля де Эспиносы. Имел сына Эстебана, о жизни которого волновался больше, чем за свою. Был капитаном корабля «Синко Льягас» во время нападения на Бриджтаун. Захвачен беглыми каторжниками во главе с Питером Бладом. Согласился довести их корабль до Кюрасао, ввиду болезни штурмана Джереми Питта, однако обманом привёл корабль к берегам Гаити. Был привязан к жерлу пушки после того, как «Синко Льягас» был замечен кораблём «Энкарнасион», для того, чтобы его сын Эстебан не выдал беглых рабов во время выполнения хитроумного плана Питера Блада. Умер, как выразился Хагторп, «от страха» ещё до того, как Блад и Эстебан прибыли на «Энкарнасион».

### Команда Питера Блада
- Джереми Питт — молодой, светловолосый шкипер из Сомерсетшира, племянник бывших соседок Блада в Бриджуотере. Был продан в рабство из-за участия в восстании Монмута. После побега с Барбадоса стал штурманом «Арабеллы». Добродушный юноша, поэтического склада ума. Был очень предан Бладу и относился к нему как к брату. В финале решил завязать с пиратством и вернуться на родину. Им были записаны все приключения капитана Питера Блада.
- Нед Волверстон — одноглазый великан, отличный боец и верный друг капитана Блада. Характером похож на типичного пирата — любитель рискованных поступков, вспыльчив, норовит повесить врагов на ноке реи, но в то же время иногда показывает себя умным и рассудительным. Потерял глаз в битве при Седжмуре. Был рабом полковника Бишопа, после побега стал одним из трех первых офицеров Блада, наряду с Хагторпом и Дайком. В сражении с испанской эскадрой при Маракайбо командовал брандером. Считался англичанами самым опасным пиратом из всей «шайки», после самого капитана Блада. Командовал кораблем «Атропос». Не участвовал в последнем сражении, так как остался с несколькими сотнями пиратов в Картахене.
- Натаниэль Хагторп — офицер, служивший в военно-морском флоте, один из рабов полковника Бишопа, сбежавший вместе с Бладом. Очень приятный с виду господин, примерно такого же возраста, как сам Блад. Джентльмен из Западной Англии, волею судьбы избравший ремесло пирата. Капитан галеона «Элизабет» (до захвата названного «Сантьяго»), первого корабля, захваченного Бладом в свою эскадру. Был убит в последнем бою во время абордажа французского корабля «Медуза».
- Николас Дайк — коренастый здоровяк, офицер «Арабеллы», служивший, как и Хагторп, во флоте короля Якова II, когда тот был ещё герцогом Йоркским, но в должности младшего офицера. В отличие от Хагторпа и Волверстона не получил в командование корабль, а так и остался офицером на «Арабелле». В финале оставил пиратство и вернулся (предположительно) в Англию.
- Недвард «Нед» Огл — канонир «Арабеллы». Человек, знающий своё дело, ни разу не подвёл свою команду. Когда «Арабелла» оказалась в опасности из-за близости к Порт-Ройалу, выразил мнение всей команды о том, что нужно использовать находящуюся на борту Арабеллу Бишоп в качестве заложницы. Этот факт косвенно говорит о том, что Огл имел большой авторитет среди пиратов. Также сказывалась его близость к капитану Бладу. Как и некоторые другие офицеры, оставил пиратство вместе с уходом капитана Блада.
- Ибервиль — молодой французский пират, один из офицеров капитана Блада. Присоединился к нему из-за потери своего корабля, однако ещё до этого считался настоящим морским волком. Командовал захваченным в Маракайбо галеоном «Лахезис» (до захвата он назывался «Инфанта»).

### Остальные
- Адмирал ван дер Кэйлен — командующий вест-индской эскадрой его величества короля Вильгельма. Обладает более мягким характером, чем лорд Уиллогби. Имеет ярко выраженный голландский акцент. После шторма его корабль отстал от своей эскадры, чем и воспользовался барон де Ривароль, потопив его. Вместе с лордом Уиллогби был спасён капитаном Бладом и стал свидетелем последнего боя в бухте Порт-Ройала.
- Хэйтон — боцман «Арабеллы». Был одним из приближённых к капитану Бладу офицеров, несмотря на то, что нет упоминаний его пребывания на Барбадосе в качестве раба. Впервые упоминается перед первым заходом «Арабеллы» в Порт-Ройал. Вероятно, появился в команде после рейда на Маракайбо. В последнем бою, происходившим там же, ведёт в бой абордажную команду, во время взятия «Викторьеза».
- Кристиан — капитан «Клото» из эскадры Блада. Неизвестно, какой он был национальности, сколько ему было лет и при каких обстоятельствах он попал в команду к капитану Бладу. Покинул её вместе с кораблем и командой после ссоры с Бладом, которая произошла из-за его длительной депрессии после событий в Порт-Ройале.
- Миссис Барлоу — хозяйка дома на улице Уотер Лэйн в городке Бриджуотер Сомерсетширского графства, где жил Питер Блад с января по июль 1685 года (до битвы при Седжмуре).
- Лорд Гилдой — один из участников восстания Монмута. Покровительствовал Питеру Бладу, когда тот проживал в Бриджуотере. Получил тяжёлое ранение в битве, после чего его приютил в своей усадьбе Эндрью Бэйнс. Был арестован вместе с Питером Бладом, оказывавшим ему врачебную помощь, Джереми Питтом и Эндрью Бэйнсом. Дальнейшая судьба неизвестна.
- Эндрью Бэйнс — владелец усадьбы Оглторп с женой и дочерью, изнасилованной капитаном Гобартом. Оказался среди одиннадцати погибших человек на корабле «Ямайский купец».
- Капитан Гобарт — драгун полковника Кирка. Арестовал лорда Гилдоя, Джереми Питта, Эндрью Бэйнса и Питера Блада. Единственный свидетель обвинения на суде.
- Лорд Джеффрейс — верховный судья, осудивший Джереми Питта, Эндрью Бэйнса и Питера Блада. Это был высокий, худой человек лет под сорок, с продолговатым красивым лицом. Болен чахоткой. Продажный инструмент злого и мстительного короля.
- Адвокат Полликсфен — военный прокурор, втайне бывший вигом.
- Гарднер — капитан корабля «Ямайский купец», доставивший Питера Блада и Джереми Питта вместе с другими сорока оставшихся в живых повстанцами на Барбадос.
- Губернатор Стид — губернатор колонии на Барбадосе. Низенький полный человек с красным лицом, слегка прихрамывал и потому опирался на прочную трость из чёрного дерева, так как мучит подагра.
- Кент — надсмотрщик на сахарных плантация полковника Бишопа. Приземистое, кривоногое животное, с руками Геркулеса и челюстями бульдога.
- Вакер и Бронсон — врачи Бриджтауна, придумавшие план бегства Питера Блада.
- Джеймс Нэтталл — корабельный плотник (ссыльный), отбывающий ссылку на Барбадосе за долги. Это был щуплый человечек с мелкими чертами лица и бесцветными, отчаянно моргающими глазами. Участвовал в попытке бегства Питера Блада.
- Мэри Трэйл — девушка, спасённая Питером Бладом от рук испанцев, захвативших Бриджтаун.
- Господин Д’Ожерон — губернатор острова Тортуга.
- Мадлен Д’Ожерон — дочь губернатора острова Тортуга. Возлюбленная Левассёра, которую он захватил в плен на голландском бриге «Джонгроув», отправлявшийся в Амстердам с грузом кож и табака.
- Анри Д’Ожерон — сын губернатора острова Тортуга. Так же как и его сестра был взят в плен Левассёром, который намеревался пытать его для получения выкупа.
- Бенджамэн — чёрный слуга и повар Блада, взятый в услужение на корабль с Тортуги.

## Театральные постановки
Мюзикл композитора Владимира Баскина, пьеса Михаила Мишина и Вячеслава Вербина, тексты музыкальных номеров Сусанны Цирюк, поставлен в Новосибирском музыкальном театре (2016), Хабаровском музыкальном театре (2017).